# Newton (Wielki Manchester)
Newton – wieś w Anglii, w hrabstwie ceremonialnym Wielki Manchester, w dystrykcie metropolitalnym Tameside. Leży 10 km na wschód od centrum miasta Manchester. W 2001 miejscowość liczyła 12 000 mieszkańców.